# 相良堯頼
相良 堯頼（さがら たかより、永享5年（1433年） - 文安5年3月28日（1448年5月1日））は、相良氏の第10代当主。第9代当主相良前続の嫡子。幼名は虎寿丸。

## 略歴
嘉吉3年（1443年）、父前続の急死により11歳で家督を継いで人吉城主となった。
文安5年（1448年）2月下旬、多良木城主で上相良氏の多良木頼観（たらぎ よりみ）・多良木頼仙（たらぎ よりのり）兄弟が、外越（とごえ）地頭の桑原隠岐守を始めとした国人衆、蓮花寺・東明寺など多数の寺院の僧徒・山伏500余人、その他の雑兵700余人を率いて謀反を起こした。多良木兄弟は前年より不満を持って出陣の用意をしており、多良木を発して夜半に人吉城下に達し、町家に火を放ち、城に攻めかかった。堯頼の方は反乱は予期していたが、まさか夜半に攻めてくるとは思わずに、狼狽した若年の堯頼は僅かな近習を連れて城を脱出し、行方を誰にも告げずに菱刈氏を頼って落ち延びた。城内では数名の勇士が踏み止まって個人的に奮戦したが、尽く討ち取られた。
この報に接した山田城（在山江村）主で下相良氏の永留長続は、憤激して急ぎ兵を集め、不意を襲って多良木兄弟を追い出して人吉城を奪還した。
長続は堯頼の行方を捜索して菱刈郡山野（現伊佐市大口山野）に潜んでいることを発見。使者を立てて帰城するように願い出たが、面目を失った堯頼はこれを辞退し、事件の収束に粉骨砕身した長続に家督を譲ると言付けた。長続は再び使者を送って、相良宗家の主が城から追われたままでは一家一門の不名誉、恥であるから帰還するようにと説得したが、なかなか帰還を承知しないうちに堯頼は死去した。
同年3月、堯頼が予てより愛玩していた子牛を遊牧中に股を牛の角に突きたてられ、その疵が元で菱刈郡牛屎院山野の地にて16歳で亡くなったとされる。奇妙な死に方であり、堯頼の帰城を望まない者による謀殺とする説もある。
遺体は菱刈郡小苗代の永福寺に葬られた。球磨郡での牌所は大村了法院。法名は悦山大喜。